# بطولة العالم للدراجات على المضمار 1976
بطولة العالم للدراجات على المضمار 1976 هي الدورة ال73 من بطولة العالم للدراجات على المضمار، أجريت في مونتيروني دي لتشه، إيطاليا.

## النتائج النهائية
| المسابقة                              | ذهبية                    | فضية                      | برونزية               |
| ------------------------------------- | ------------------------ | ------------------------- | --------------------- |
| الرجال                                |                          |                           |                       |
| السرعة الفردية                        | جون نيكلسون (دراج) (AUS) | جيوردانو توريني (ITA)     | Yoshua Sugata (JPN)   |
| سباق المطاردة الفردية                 | فرانشيسكو موزر (إيطاليا) | Roy Schuiten (هولندا)     | كنوت كنودسن (النرويج) |
| سباق مطاردة الدراجة النارية للهواة    | Gaby Minneboo (NED)      | Bartolome Caldentey (ESP) | Rainer Podlesch (FRG) |
| سباق مطاردة الدراجة النارية للمحترفين | سيس ستام (NED)           | Wilfried Peffgen (FRG)    | Pietro Algeri (ITA)   |
| السيدات                               |                          |                           |                       |
| السرعة الفردية                        | Galina Tsareva (URS)     | Sue Novarra (USA)         | Iva Zajícková (CZE)   |
| سباق المطاردة الفردية                 | Vera Kuznezova (URS)     | Anne Riemersma (NED)      | كارين سترونج (CAN)    |